# 伊沢多喜男
伊沢 多喜男（いさわ たきお、旧字体：伊澤 多喜男、明治2年11月24日〈1869年12月26日〉 - 昭和24年〈1949年〉8月13日）は、日本の内務官僚、政治家。

## 来歴・人物
信濃国高遠藩士伊澤勝三郎（文谷）（高遠藩士武井堀右衛門の子で、高遠藩主内藤頼寧に召しだされた伊澤清治の子）の子として生まれる。慶應義塾普通部、第三高等中学校を経て、明治28年（1895年）、東京帝国大学法科大学を卒業、一旦愛知県属となり明治30年（1897年）内務省に入省する。以後山梨県と岐阜県の各県参事官、岐阜県・福井県・滋賀県の各県書記官、滋賀県事務官などを歴任した。1907年（明治40年）に内務大臣であった原敬に引き立てにより警視庁警視、次いで和歌山県知事を務めた。明治42年（1909年）7月に愛媛県知事、大正元年（1912年）12月に新潟県知事となる。
大学時代に同期であった濱口雄幸の引き合わせで加藤高明と親交を結ぶが、1913年（大正2年）に第1次山本内閣が成立すると、加藤が総裁を務める同志会が政権与党である政友会と激しく対立し、加藤との親交が災いして休職処分となる。しかし翌大正3年（1914年）に第2次大隈内閣が成立して加藤が外務大臣に就任すると、一転して警視総監に栄進した。ところが内務大臣の大浦兼武が失脚した大浦事件に巻き込まれる形で辞職。直後の1916年（大正5年）10月5日に貴族院の勅選議員に勅任された。
原敬総裁時代以降の政友会が内務省に干渉し、公正な人事を阻害していたという認識から、前任愛媛県知事の政友会を標榜した政策を転換するなどして政友会を敵視した。衆議院に席を持つことがなかった伊澤は政党の党員となることはなかったものの、自ら非政友会系政党（立憲同志会→憲政会→立憲民政党）の支持者である事を公言して憚らず、大正8年（1919年）には貴族院で院内会派の同成会を組織して、憲政会の加藤を側面から支援した。1924年（大正13年）の第2次護憲運動では、同成会は加藤ら護憲三派と歩調を合わせるかたちで清浦内閣の事実上の与党だった貴族院最大会派の研究会に真っ向から立ち向かい、伊澤はその先頭に立って容赦ない政府糾弾の矢を放ち続けた。この功績によって加藤高明内閣が成立すると台湾総督に任じられた。1926年（大正15年）7月16日に総督を辞職後には、濱口雄幸の支援を受けて東京市長に選出されている。
1927年（昭和2年）に政友会の田中義一内閣が成立すると、これに対抗すべく憲政会と政友本党の合同を実現させるために奔走する。水野文相優諚問題や鈴木内相選挙干渉問題でも田中内閣を厳しく糾弾した。
その後濱口内閣成立の功により入閣を要請されるが固辞。そこで濱口は伊澤を文官としては初の朝鮮総督にしようと奔走するが、満州事変が拡大する時局に朝鮮に文官総督とは言語道断と軍部が反対して実現せず、これが異例の斎藤実元総督の再任につながった。その斎藤が内閣を組織することになると（斎藤内閣）、伊沢に入閣が要請されるが辞退している。
顕職に就くことはなかったが、その一方で出身母体である内務省内には長年にわたって隠然とした影響力を持ちつづけた。当時は政権交代のたびに野党系となった知事が休職に追い込まれるのが常だったが、こうした政党による過度の内務省人事への介入に対しては批判の声も大きく、「党弊」と言われて不評であった。そこで伊沢は斎藤内閣に対して知事ほか高級官僚の身分保障規定（文官任用令11条）を復活することを提言。これで内務官僚のみならず、学者や世論からも支持を集めた。いわゆる「革新官僚」に対する影響力は強く、内務省では後藤文夫と勢力を二分した。しかし後藤の政党政治を骨抜きにしようとする画策には断固反対し、天皇機関説事件に絡んだ国体明徴運動に対しては厳しい批判を行った。このため後藤系の革新官僚や軍部からは旧体制の象徴的な存在として目されることになり、二・二六事件をはじめとする青年将校による尊皇討奸の計画においても襲撃候補者として度々名前が挙がったが、閣僚経験のない伊澤を襲っても社会的な反響は望めないとそのたびに見送られて命拾いをしている。逆に治安担当者として二・二六事件で襲われたのは当時内相だった後藤の方だった。
1935年（昭和10年）に内閣審議会委員となり、後に新体制運動にも関与するが、これもやがて後藤に主導権を奪われる。1938年（昭和13年）の国家総動員法の審議では、貴族院では数少ない反対票を投じている。1940年（昭和15年）11月には枢密顧問官に任命され、そのまま最後の顧問官の一人として枢密院の幕引きを行った。戦後の1947年（昭和22年）12月に公職追放となり、その後しばらくして死亡した。

## 年表
- 1869年（明治2年）　11月24日、信濃国高遠城下に父・伊澤勝三郎（文谷）、母・多計の四男として誕生[1]。
- 1874年（明治7年）　名古屋市に居た愛知師範学校長の長兄・修二の家に移り、愛知師範学校付属小学校に入学。
- 1875年（明治8年）　修二の米国留学伴い、高遠に戻る。
- 1876年（明治9年）　高遠町東高遠小学校に入学。
- 1878年（明治11年）　修二帰国。父・勝三郎が死亡。
- 1881年（明治14年）　修二に招かれて上京し、東京師範学校付属小学校に入学。
- 1884年（明治17年）　慶応普通部入学。
- 1887年（明治20年）　慶応普通部を卒業。大阪第三高等中学校に入学。
- 1889年（明治22年）　第三高等中学校、京都へ移転。
- 1892年（明治25年）　第三高等中学校を卒業。東京帝国大学法科大学に入学。
- 1895年（明治28年）　7月、東京帝国大学法科大学政治学科を卒業[1]。
- 1896年（明治29年）　3月、愛知県属となる[1]。
  - 12月、文官高等試験合格。
  - 母・多計が死亡。
- 1897年（明治30年）　4月、内務属（内務部第一課長）となる[1]。
  - 9月、山梨県参事官（土木局、道路課勤務）となる。
  - 10月、色川三郎兵衛の四女とくと結婚。
- 1898年（明治32年）　7月、岐阜県参事官となる。
  - 長女・高が誕生。
- 1900年（明治33年）　7月、岐阜県警部長となる[1]。
  - 次女・常が誕生。
- 1902年（明治35年）　2月、福井県書記官（内務部長）となる[1]。
  - 長男・龍作が誕生。
- 1904年（明治37年）　9月、滋賀県書記官（内務部長）となる（当時の県知事は安楽兼道）[1]。
  - 次女・常が死亡。
- 1905年（明治38年）　4月、地方官官制改正により、滋賀県事務官（第一部長）となる[1]。
  - 12月、第三部長兼補。
- 1906年（明治39年）　4月、警視・警視庁第一部長（当時の警視総監は安楽兼道）となる[1]。
- 1907年（明治40年）　1月、和歌山県知事となる[1]。
- 1909年（明治42年）　7月、愛媛県知事に転じる[1]。愛媛県知事として、別子銅山四坂島精錬所煙害問題を解決。
  - 次男・紀が誕生。
- 1911年（明治43年）　三女・いよが誕生。
- 1912年（大正元年）　12月、新潟県知事となる[1]。
- 1913年（大正2年）　3月、文官分限令により休職となる（内務大臣は原敬）。
  - 四女・みやが誕生。
  - 東鴨宮仲二五一七に受居を新築。
- 1914年（大正3年）　4月、警視総監となる[1]。
- 1915年（大正4年）　8月、警視総監を辞任[1]。
- 1916年（大正5年）　10月5日、貴族院議員に勅選される[1][7]。
- 1917年（大正6年）　5月、長兄・修二が死亡。
- 1918年（大正7年）　9月、臨時国民経済調査員となる。
- 1919年（大正8年）　第41回帝国議会で「開墾助成法案」について質問演説。
  - 11月、同成会結成。
  - 長女・高（たか子）が河井重藏の五男・昇三郎と結婚。
- 1921年（大正10年）　1月、臨時治水調査会委員となる。
  - 第7回万国議院商事会議（リスボン）に列席。
- 1922年（大正11年）　第45回帝国議会で「過激社会運動取締法案」に反対。
- 1923年（大正12年）　10月、帝都復興院評議会議員（会長は阪谷芳郎）となる。
- 1924年（大正13年）　2月、特別都市計画委員会委員となる。
  - 9月、台湾総督となる（総務部長に後藤文夫）[1]。

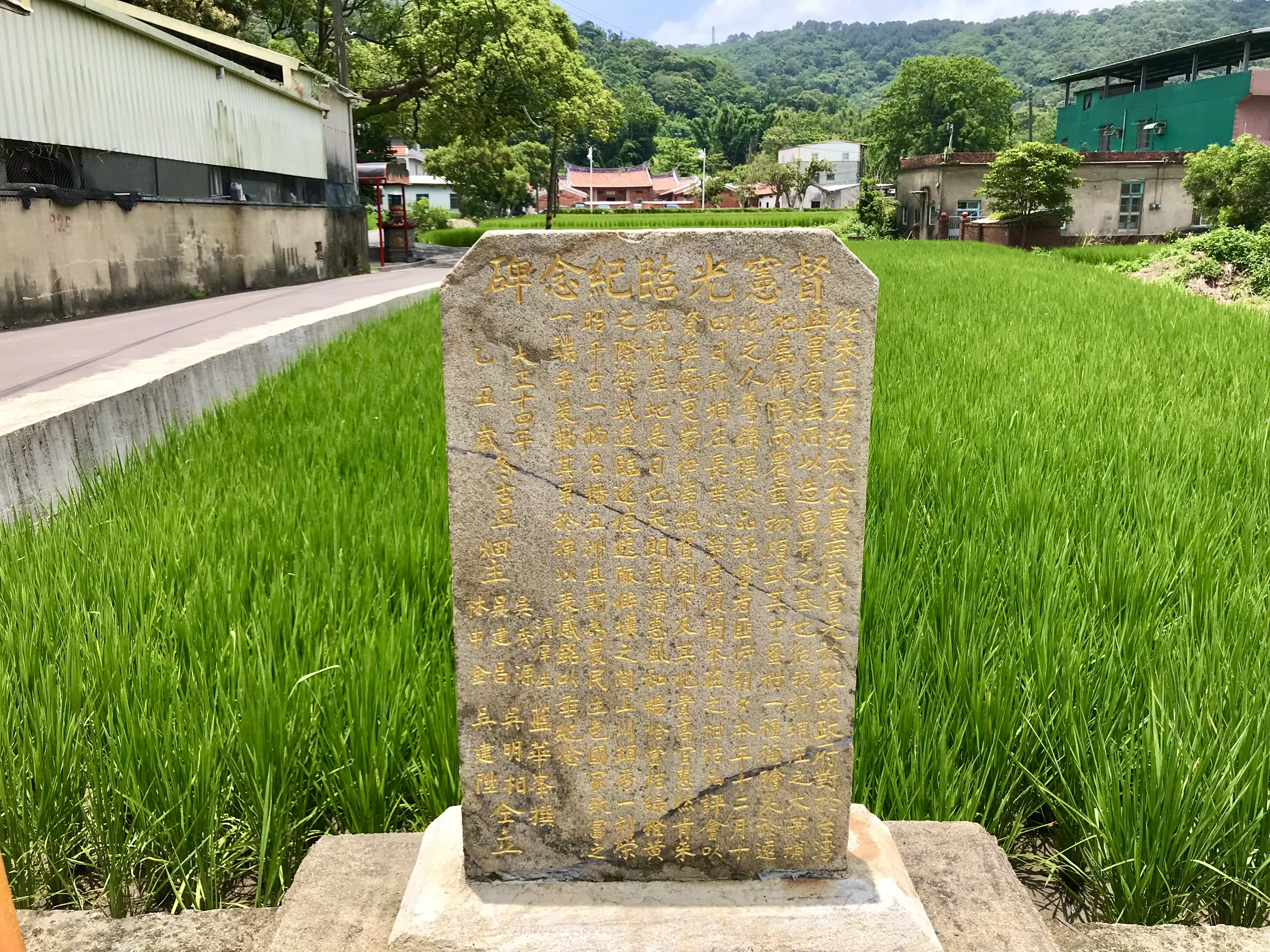
台湾新竹県新埔鎮督憲光臨紀念石碑

- 1926年（大正15年）　7月、台湾総督を辞任し、東京市長となる（助役に丸山鶴吉、山口安蔵、松本忠雄）も、体調を崩し軽井沢で静養[1]。
  - 8月、瓦斯事業委員会委員・中央紙業委員会委員となる。
  - 12月、東京市長を辞職[1]。
- 1928年（昭和3年）　第16回衆議院議員総選挙（2月10日実施）に際し選挙革正会を組織。
- 1929年（昭和4年）　8月、孫（長女・高の長男）が芦屋海岸で溺死。
- 1930年（昭和5年）　1月、衆議院議員選挙革正審議会委員となる。
  - 7月、鉄道会議議員となる。
  - 11月、浜口雄幸首相の遭難に際し、幣原喜重郎総理大臣臨時代理の実現に奔走。
- 1932年（昭和6年）　5月、文政審議会委員となる。
  - 近衛文麿を貴族院副議長とする運動を実施。
- 1932年（昭和7年）　11月、米穀統制調査委員となる。
  - 長男・龍作、鹿子木小五郎の三女・清子と結婚。
- 1933年（昭和8年）　7月、鉄道会議議員となる。
- 1934年（昭和9年）　9月、米穀対策調査会委員となる。
  - 三女・いよ、黒河内太門の次男・透と結婚。
- 1935年（昭和10年）　5月、内閣審議会委員となる。
  - 9月、鉄道会議議員となる。
- 1936年（昭和11年）　7月、議員制度調査会委員となる。
  - 9月、鉄道会議議員となる。
- 1937年（昭和12年）　6月、貴族院制度調査会委員となる。
  - 四女・みや、藤浪剛一の養子・得二と結婚。
- 1938年（昭和13年）　6月、議会制度審議会委員・国家総動員審議会委員となる。
- 1939年（昭和14年）　11月、鉄道会議議員となる。
- 1940年（昭和15年）　12月、枢密顧問官となる[1][8]。
- 1941年（昭和16年）　1月7日、貴族院議員を辞職[1][9]。
  - 二男・紀、西宗久壽馬の四女・常枝と結婚。
- 1942年（昭和17年）　10月、大東亜省設置案に枢密院審査委員会で政府原案に唯一賛成。
- 1945年（昭和20年）　4月、東京巣鴨の居宅、空襲により罹災。
- 1947年（昭和22年）　第1回参議院議員通常選挙（4月20日実施）への出馬を勧められるも辞退。
  - 12月、公職追放[1]。
- 1949年（昭和24年）　8月13日、東京第一国立病院にて没した[1]。
  - 8月16日、葬儀（委員長は幣原喜重郎）。[10]墓所は雑司ヶ谷霊園。

## 栄典
位階
- 1925年（大正14年）5月1日 - 正四位[11]
- 1926年（大正15年）8月14日 - 従三位[12]
- 1944年（昭和19年）1月15日 - 正三位[13]

勲章等
| 受章年                     | 略綬 | 勲章名               | 備考 |
| -------------------------- | ---- | -------------------- | ---- |
| 1912年（大正元年）12月18日 |      | 勲三等瑞宝章         |      |
| 1915年（大正4年）11月7日   |      | 勲二等旭日重光章     |      |
| 1921年（大正10年）7月1日   |      | 第一回国勢調査記念章 |      |
| 1928年（昭和3年）11月10日  |      | 金杯一個             |      |
| 1931年（昭和6年）12月12日  |      | 旭日大綬章           |      |

外国勲章佩用允許
| 受章年                  | 国籍           | 略綬 | 勲章名                             | 備考 |
| ----------------------- | -------------- | ---- | ---------------------------------- | ---- |
| 1927年（昭和2年）2月1日 | フランス共和国 |      | ドラゴンドランナン勲章グランクロワ |      |

## 伊沢閥
伊沢は強引な刷新人事を好み、閥を形成することで退任後も影響力を保持しようとした。伊沢閥について大部分が内務省の高級官僚であるとも評価されている。また、伊沢は内務省の他にも、植民地統治機構、貴族院、宮中、市長のポストを閥員に斡旋することで強固な人脈を構築した。しかし、伊沢閥と称される集団は必ずしも伊沢に絶対服従して居らず、各員の事情や政治環境に鑑みて多彩な活動を行っていた。
- 湯浅倉平
- 後藤文夫
- 唐沢俊樹
- 堀切善次郎
- 次田大三郎
- 広瀬久忠
- 丸山鶴吉
- 斎藤樹
- 木下信
- 湯沢三千男
- 早川三郎
- 小栗一雄
- 小林光政
- 平山泰
- 相川勝六
- 太田政弘

- 香坂昌康
- 長岡隆一郎
- 橋本清之助
- 黒河内透
- 近藤壌太郎
- 鈴木信太郎
- 半井清
- 館林三喜男
- 田中武雄
- 有吉忠一
- 有吉実
- 川崎卓吉
- 池田秀雄
- 池田宏
- 柴田善三郎
- 生駒高常
- 田澤義鋪
- 石原健三
- 稲畑勝太郎
- 大坪保雄

- 大場鑑次郎
- 岡田文秀
- 河井弥八
- 赤池濃
- 小柳牧衛
- 増田甲子七
- 高橋守雄
- 塚本清治
- 中川健蔵
- 山口安憲
- 白根竹介
- 三沢寛一
- 本山文平
- 得能佳吉
- 中谷政一
- 黒崎真也
- 下条康麿
- 清水重夫
- 高橋雄豺
- 横山助成

## 親族
- 兄：伊澤修二 - 音楽教育家。吃音矯正教育家
- 次男：飯沢匡 - 劇作家。本名、伊澤紀（ただす）
- 大甥：伊沢甲子麿 - 教育評論家。
- 姪：伊沢きみ子 - 芸者で宇野浩二の恋人、『軍港行進曲』『続軍港行進曲』『苦の世界』『人心』『浮世の窓』などに登場[22]。

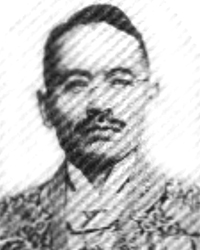
台湾総督当時

## その他
- 作家の星新一が父で衆議院議員でもあった星一を描いたノンフィクション『人民は弱し官吏は強し』では、星一と敵対する伊沢の人物像が描かれている。